# Novosiolki
Novosiolki (vitryska: Навасёлкі) är en by i Belarus.   Den ligger i voblasten Mahiljoŭs voblast, i den nordöstra delen av landet, 180 km öster om huvudstaden Minsk. Novosiolki ligger 158 meter över havet och antalet invånare är 512.

## Natur och klimat
Terrängen runt Novosiolki är platt, och sluttar västerut. Runt Novosiolki är det ganska tätbefolkat, med 192 invånare per kvadratkilometer.. Närmaste större samhälle är Mahiljoŭ, 11,7 km norr om Novosiolki.
Omgivningarna runt Novosiolki är en mosaik av jordbruksmark och naturlig växtlighet.